# مگاکفالوسور
مگاکفالوسور(نام علمی: Megacephalosaurus) نام یک سرده از تیره بیش‌خزندگان است.